# Xã Middle Taylor, Quận Cambria, Pennsylvania
Xã Middle Taylor (tiếng Anh: Middle Taylor Township) là một xã thuộc quận Cambria, tiểu bang Pennsylvania, Hoa Kỳ. Năm 2010, dân số của xã này là 727 người.